# اناستازیس دونیس
اناستازیس دونیس (انگلیسی: Anastasios Donis؛ زادهٔ ۲۹ اوت ۱۹۹۶) بازیکن فوتبال اهل یونان است که در پست مهاجم بازی می‌کند.
از باشگاه‌هایی که در آن بازی کرده‌است می‌توان به باشگاه فوتبال یوونتوس، باشگاه فوتبال اشتوتگارت، باشگاه فوتبال لوگانو، و باشگاه فوتبال ساسولو اشاره کرد.
وی همچنین در تیم‌های ملی فوتبال Greece national under-19 football team، زیر ۲۱ سال یونان، و یونان بازی کرده‌است.